# Lubor Niederle
Lubor Niederle, né le 20 septembre 1865 à Klatovy et mort le 14 juin 1944 à Prague, est un archéologue, anthropologue et ethnologue tchèque, fondateur de l’archéologie moderne en pays tchèque. Il a étudié l’archéologie classique à l’Université Charles à Prague. Il a terminé ses études à Munich et à Paris. Puis il s'est consacré à l’anthropologie et l’ethnologie. Il s’est intéressé surtout à l’ethnogenèse des Slaves. En 1898, il a été nommé professeur à l’université Charles. Il a fondé l’institut national d’archéologie, dont il a été le premier directeur.